# Medalla Por servicios en la retaguardia en la Guerra Patria
Medalla Por servicios en la retaguardia en la Guerra Patria (en azerí: "Vətən müharibəsində arxa cəbhədə xidmətlərə görə" medalı) es una medalla de Azerbaiyán. La medalla se creó con motivo de la victoria de Azerbaiyán en la segunda guerra del Alto Karabaj.

## Historia
El 11 de noviembre de 2020, el presidente de la República de Azerbaiyán, Ilham Aliyev, en una reunión con militares heridos que participaron en la segunda guerra del Alto Karabaj, dijo que se establecerían nuevas órdenes y medallas en Azerbaiyán, y que dio las instrucciones apropiadas sobre la adjudicación de civiles y militares que demostraron “heroísmo en el campo de batalla y en la retaguardia y se distinguieron en esta guerra”. También propuso los nombres de estas órdenes y medallas. El 20 de noviembre de 2020, en la sesión plenaria de la Asamblea Nacional de la República de Azerbaiyán, se sometió a debate un proyecto de ley sobre enmiendas al proyecto de ley "Sobre el establecimiento de órdenes y medallas de la República de Azerbaiyán".
La Medalla Por servicios en la retaguardia en la Guerra Patria se estableció el mismo día en primera lectura de conformidad con el proyecto de ley "Sobre el establecimiento de órdenes y medallas de la República de Azerbaiyán" con motivo de la victoria de Azerbaiyán en la segunda guerra del Alto Karabaj.

## Estatus
Según el proyecto de ley "Sobre el establecimiento de órdenes y medallas de la República de Azerbaiyán", el premio mayor de la medalla es la Medalla Participante de la Guerra Patria y el premio menor es la Medalla “Taraggi”.
La Medalla Por servicios en la retaguardia en la Guerra Patria se lleva en el lado izquierdo del pecho y, si hay otras órdenes y medallas de Azerbaiyán, se adjunta a ellas, pero después de la Medalla "Participante de la Guerra Patria".